# 第19師團
第19師團（Ju-kyu Shidan） 是日本陸軍中的1個步兵師團。其通稱號是虎兵團（Tora Heidan） 。

## 歷史
第19師圑及第20師團於1915年12月24日作為朝鮮的守備部隊而成立。在日本取得日俄戰爭的勝利、佔領及其後吞併朝鮮後，有熟識當地情況的人士認為，需要有專屬駐守軍隊為當地守備兵力。第19師團駐紮在朝鮮偏遠的東北部，即今日的咸鏡北道 。
九一八事變之後，第19師團參與入侵滿洲，在此期間，它佔領長春和哈爾濱，並在隨後的滿洲綏靖作戰之後，它繼續駐紮在滿洲。
在1938年7月，該師團是參與對蘇聯的張鼓峰事件的其中1個師團。在後來的邊境衝突中，第19師團從1938年8月6日至8月11日期間共有500人死亡及900人受傷，邊境衝突事件後，該師團被召回在朝鮮接壤蘇聯的邊境地區駐防。
1943年5月，其第74步兵聯隊被轉移至第30師團。1944年12月，第19師團其餘的單位被轉移到在菲律賓的第14方面軍。它在隨後的呂宋島戰役中在與美國及菲律賓聯軍於呂宋島中央山脈的戰鬥中全軍覆沒，至此不再是一個有作戰能力的單位。

## 組織
第19師團
- 第37旅团
  - 步兵第73联队（羅南）
  - 步兵第74联队（咸興）
- 第38旅团
  - 步兵第75联队（會寧）
  - 步兵第76联队（羅南）
- 骑兵第28联队
- 野战炮兵第26联队
- 工兵第19联队
- 辎重第19联队
- 通讯队